# Сайфуллина, Райса Гарифовна
 Райса́ Гари́фовна Сайфу́ллина  (баш. Сәйфуллина Рәйсә Ғариф ҡыҙы; 6 декабря 1931, дер. Бишкураево Туймазинского района БАССР — 11 октября 2013, Уфа) — театральная актриса, народная артистка Башкирской АССР (1986).

## Биография
Райса Сайфуллина родилась 6 декабря 1931 года в деревне Бишкураево Туймазинского района БАССР. В 1949 году поступила в театральное училище, где после двух месяцев учёбы была переведена сразу на второй курс. в училище познакомилась с будущим мужем.
Творческую деятельность начала в 1952 году в Аургазинском колхозно-совхозном театре (ныне Салаватский государственный башкирский драматический театр).
До 1968 года Райса Сайфуллина играла в Салаватском театре. Муж, Вазих Кашафович Сайфуллин, был главным режиссёром театра. На сцене театра она сыграла десятки ролей в различных по жанру и тематике спектаклях.
С 1969 по 1990 год служила в Башкирском академическом театре драмы имени М. Гафури, где создала ряд образов матерей. Выступала в ролях от острохарактерных до трагических.
В 1992 году вернулась с мужем в салаватский театр. В 1994 году признана лучшей актрисой года города Салавата. На Фестивале «Театральная весна-1995» получила премию «За лучшую роль второго плана» (роль Галии в спектакле «Таштугай» Ф. Булякова).
На фестивале «Театральная весна-1997» в номинации «Женская роль» актриса была признана лучшей (Люси Купер — «Дальше — тишина» В. Дельмара).

## Роли в спектаклях
Салаватский государственный башкирский драматический театр
- Галиябану — «Галиябану» М. Файзи,
- Майсара — «Голубая шаль» К. Тинчурина,
- Гульчехра — «Аршин — мал-алан» У. Гаджибекова,
- Гайния — «Огненный вихрь» А. Мирзагитова,
- Нюра — «В день свадьбы» В. Розова,
- Зульхабира — «Страна Айгуль» М. Карима,
- Аклима — «Выходили бабки замуж», «Похищение дедов» Ф. Булякова,
- Галия — «Таштугай» Ф. Булякова,
- Люси Купер — «Дальше — тишина» В. Дельмара,
- Миляуша — «Прощайте» Т. Миннуллина,
- Галия — «Цветок прощания — герань» Ф. Булякова.

Башкирский академический театр драмы имени Мажита Гафури
- Полина — «Трибунал» А. Макаенка,
- Хазина — «Дети мои» А. Атнабаева,
- Арина — «Лунные вечера Айсылу» И. Абдуллина,
- Старшая мать — «И судьба — не судьба» М. Карима,
- Ульяна — «Отчий дом» А. Коломейца,
- Ганна — «Вечер» А. Дударева.

## Награды
- Заслуженная артистка Башкирской АССР (1968)
- Народная артистка Башкирской АССР (1986)